# Il crocifisso d'ottone (Una storia del secolo XVII)
Il crocifisso d'ottone (Una storia del secolo XVII) è un cortometraggio del 1909 diretto da Enrico Novelli.

## Distribuzione
Distribuito anche in Germania nel 1910 col titolo Das kupferne Kruzifix.